# Толіпела проліферуюча
Толіпела проліферуюча (Tolypella prolifera) — це вид, що належить до родини Characeae.
Синонім:
- Chara prolifera Ziz ex A.Braun, 1834 (= базионім)[1]

Вид поширений у Європі, Північній Америці, Азії. Це прісноводний вид.
Вид занесений до Червоної книги Україні зі статусом «рідкісний».